# Campeonato Mundial de Atletismo de 2011 - 200 m masculino
A prova dos 200 metros masculino do Campeonato Mundial de Atletismo de 2011 foi disputada entre 2 e 3 de setembro no Daegu Stadium, em Daegu.

## Recordes
Antes desta competição, os recordes mundiais e do campeonato nesta prova eram os seguintes:
| Tipo                  | Atleta     | Tempo | Local  | Data                 |
| --------------------- | ---------- | ----- | ------ | -------------------- |
|                       | Usain Bolt | 19.19 | Berlim | 20 de agosto de 2009 |
| Recorde do campeonato | Usain Bolt | 19.86 | Berlim | 20 de agosto de 2009 |

## Medalhistas
| Ouro             | Prata            | Bronze                    |
| Usain Bolt (JAM) | Walter Dix (USA) | Christophe Lemaitre (FRA) |

## Cronograma
| Data          | Hora  | Evento    |
| ------------- | ----- | --------- |
| 2 de setembro | 11:10 | Bateria   |
| 2 de setembro | 19:55 | Semifinal |
| 3 de setembro | 21:20 | Final     |

Todos os horários são horas locais (UTC +9)

## Resultados

### Bateria
Qualificação: Os 3 de cada bateria (Q) e os 3 mais rápidos (q) avançam para a semifinal.
Vento: Bateria 1: +0.3 m/s, Bateria 2: -0.3 m/s, Bateria 3: -1.1 m/s, Bateria 4: -1.1 m/s, Bateria 5: -0.8 m/s, Bateria 6: +0.4 m/s, Bateria 7: -0.7 m/s
| Colocação | Atleta                            | Tempo          |
| --------- | --------------------------------- | -------------- |
| 1         | Estados Unidos Walter Dix         | 20 s 42 Q      |
| 2         | Egito Amr Ibrahim Mostafa Seoud   | 20 s 44 Q (SB) |
| 3         | São Cristóvão e Neves Kim Collins | 20 s 52 Q (SB) |
| 4         | Catar Femi Ogunode                | 20 s 54 q      |
| 5         | Suíça Marc Schneeberger           | 20 s 81        |
| 6         | Alemanha Sebastian Ernst          | 20 s 95        |
| 7         | Essuatíni Sibusiso Matsenjwa      | 21 s 29 (PB)   |
| 8         | Haiti Roudy Monrose               | 22 s 18        |

| Colocação | Atleta                               | Tempo          |
| --------- | ------------------------------------ | -------------- |
| 1         | Jamaica Usain Bolt                   | 20 s 30 Q      |
| 2         | Bahamas Michael Mathieu              | 20 s 46 Q      |
| 3         | Chéquia Pavel Maslák                 | 20 s 63 Q (PB) |
| 4         | Grã-Bretanha Christian Malcolm       | 20 s 66 q      |
| 5         | Países Baixos Churandy Martina       | 20 s 70 q      |
| 6         | Canadá Bryan Barnett                 | 20 s 75        |
| 7         | Trinidad e Tobago Emmanuel Callender | 20 s 97        |

| Colocação | Atleta                                 | Tempo     |
| --------- | -------------------------------------- | --------- |
| 1         | Noruega Jaysuma Saidy Ndure            | 20 s 65 Q |
| 2         | Estados Unidos Darvis Patton           | 20 s 80 Q |
| 3         | Finlândia Jonathan Åstrand             | 20 s 87 Q |
| 4         | Irlanda Paul Hession                   | 21 s 02   |
| 5         | São Cristóvão e Neves Brijesh Lawrence | 21 s 16   |
| 6         | Honduras Rolando Palacios              | 21 s 22   |
| 7         | Japão Yuichi Kobayashi                 | 21 s 27   |
| 8         | Bangladesh Khalilur Rahman             | 23 s 53   |

| Colocação | Atleta                                | Tempo     |
| --------- | ------------------------------------- | --------- |
| 1         | França Christophe Lemaitre            | 20 s 51 Q |
| 2         | Japão Shinji Takahira                 | 20 s 87 Q |
| 3         | Lesoto Mosito Lehata                  | 21 s 03 Q |
| 4         | Jamaica Marvin Anderson               | 21 s 09   |
| 5         | África do Sul Lebogang Moeng          | 21 s 09   |
| 6         | Suíça Alex Wilson                     | 21 s 25   |
| 7         | Seicheles Leeroy Henriette            | 21 s 83   |
| 8         | Antilhas Holandesas Brendan Christian | DNS       |

| Colocação | Atleta                                  | Tempo     |
| --------- | --------------------------------------- | --------- |
| 1         | Jamaica Nickel Ashmeade                 | 20 s 47 Q |
| 2         | Brasil Sandro Viana                     | 20 s 62 Q |
| 3         | Japão Hitoshi Saito                     | 20 s 80 Q |
| 4         | Grã-Bretanha James Ellington            | 20 s 82   |
| 5         | Estados Unidos Jeremy Dodson            | 20 s 92   |
| 6         | Zimbabwe Gabriel Mvumvure               | 21 s 11   |
| 7         | Ilhas Virgens Americanas Calvin Dascent | 21 s 15   |

| Colocação | Atleta                                           | Tempo     |
| --------- | ------------------------------------------------ | --------- |
| 1         | Panamá Alonso Edward                             | 20 s 55 Q |
| 2         | Brasil Bruno de Barros                           | 20 s 63 Q |
| 3         | Suíça Reto Schenkel                              | 20 s 77 Q |
| 4         | Canadá Jared Connaughton                         | 20 s 83   |
| 5         | Costa do Marfim Ben Youssef Meité                | 20 s 97   |
| 6         | África do Sul Thuso Mpuang                       | 21 s 07   |
| 7         | Emirados Árabes Unidos Omar Jouma Bilal Al-Salfa | 21 s 45   |
| 8         | Montenegro Luka Rakic                            | 22 s 73   |

| Colocação | Atleta                            | Tempo        |
| --------- | --------------------------------- | ------------ |
| 1         | Trinidad e Tobago Rondel Sorrillo | 20 s 68 Q    |
| 2         | Jamaica Mario Forsythe            | 20 s 68 Q    |
| 3         | Cuba Michael Herrera              | 20 s 76 Q    |
| 4         | Colômbia Daniel Grueso            | 20 s 87      |
| 5         | Estónia Marek Niit                | 20 s 90      |
| 6         | Brasil Nilson Andrè               | 20 s 93      |
| 7         | Portugal Arnaldo Abrantes         | 21 s 10      |
| 8         | Guiné-Bissau Holder da Silva      | 21 s 82 (SB) |

### Semifinal
Qualificação: Os 2 de cada bateria (Q) e os 2 mais rápidos (q) avançam para a final.
Vento: Bateria 1: -1.0 m/s, Bateria 2: -1.0 m/s, Bateria 3: -0.7 m/s 
| Colocação | Atleta                            | Tempo          |
| --------- | --------------------------------- | -------------- |
| 1         | França Christophe Lemaitre        | 20 s 17 Q (SB) |
| 2         | Jamaica Nickel Ashmeade           | 20 s 32 Q      |
| 3         | Catar Femi Ogunode                | 20 s 58        |
| 4         | São Cristóvão e Neves Kim Collins | 20 s 64        |
| 5         | Chéquia Pavel Maslák              | 20 s 87        |
|           | Brasil Sandro Viana               | DQ             |
|           | Bahamas Michael Mathieu           | DNF            |
|           | Lesoto Mosito Lehata              | DNS            |

| Colocação | Atleta                            | Tempo     |
| --------- | --------------------------------- | --------- |
| 1         | Jamaica Usain Bolt                | 20 s 31 Q |
| 2         | Noruega Jaysuma Saidy Ndure       | 20 s 50 Q |
| 3         | Brasil Bruno de Barros            | 20 s 54 q |
| 4         | Trinidad e Tobago Rondel Sorrillo | 20 s 56 q |
| 5         | Estados Unidos Darvis Patton      | 20 s 72   |
| 6         | Japão Hitoshi Saito               | 21 s 17   |
| 7         | Suíça Reto Schenkel               | 21 s 18   |
|           | Países Baixos Churandy Martina    | DNS       |

| Colocação | Atleta                          | Tempo     |
| --------- | ------------------------------- | --------- |
| 1         | Estados Unidos Walter Dix       | 20 s 37 Q |
| 2         | Panamá Alonso Edward            | 20 s 52 Q |
| 3         | Jamaica Mario Forsythe          | 20 s 63   |
| 4         | Cuba Michael Herrera            | 20 s 75   |
| 5         | Grã-Bretanha Christian Malcolm  | 20 s 88   |
| 6         | Japão Shinji Takahira           | 20 s 90   |
| 7         | Finlândia Jonathan Åstrand      | 21 s 03   |
| 8         | Egito Amr Ibrahim Mostafa Seoud | 21 s 15   |

### Final
Vento: + 0,8 m/s. 
| Rank              | Lane | Name                | Nationality       | Time  | Notes |
| ----------------- | ---- | ------------------- | ----------------- | ----- | ----- |
| Medalha de ouro   | 3    | Usain Bolt          | Jamaica           | 19.40 | WL    |
| Medalha de prata  | 4    | Walter Dix          | Estados Unidos    | 19.70 | SB    |
| Medalha de bronze | 6    | Christophe Lemaitre | França            | 19.80 | NR    |
| 4                 | 8    | Jaysuma Saidy Ndure | Noruega           | 19.95 | SB    |
| 5                 | 5    | Nickel Ashmeade     | Jamaica           | 20.29 |       |
| 6                 | 2    | Bruno de Barros     | Brasil            | 20.31 |       |
| 7                 | 1    | Rondell Sorrillo    | Trinidad e Tobago | 20.34 |       |
| 99 !              | 7    | Alonso Edward       | Panamá            | DNF   |       |

Legenda
| Recorde mundial       | Recorde mundial (World record)               |                       | Recorde africano                      | Recorde africano (African) |                                           | Q | Classificado por posição (Qualified) |
| Recorde do campeonato | Recorde do campeonato (Championship record)  | Recorde da América    | Recorde da América (Americas)         | q                          | Classificado por melhor tempo (Qualified) |   |                                      |
| Melhor marca do ano   | Melhor marca do ano (World leading)          | Recorde asiático      | Recorde asiático (Asian)              | DNS                        | Não largou (Did not start)                |   |                                      |
| Recorde nacional      | Recorde nacional (National record)           | Recorde europeu       | Recorde europeu (European)            | DNF                        | Não terminou (Did not finish)             |   |                                      |
| Recorde pessoal       | Recorde pessoal do atleta (Personal best)    | Recorde da Oceania    | Recorde da Oceania (Oceania)          | DSQ / DQ                   | Desclassificado (Disqualified)            |   |                                      |
| Recorde da temporada  | Recorde da temporada do atleta (Season best) | Recorde sul-americano | Recorde sul-americano (South America) | NM                         | Sem marca (No mark)                       |   |                                      |